# Baldellia ranunculoides
Baldellia ranunculoides é uma espécie de planta com flor pertencente à família Alismataceae. 
A autoridade científica da espécie é (L.) Parl., tendo sido publicada em Nuovi Generi e Nuove Specie di Piante Monocotiledoni 1854.
O seu nome comum é baldélia-ranunculada.

## Portugal
Trata-se de uma espécie presente no território português, nomeadamente no Arquipélago dos Açores.
Em termos de naturalidade é introduzida na região atrás indicada.

## Protecção
Não se encontra protegida por legislação portuguesa ou da Comunidade Europeia.